# Administración judicial
La administración judicial es una figura jurídica para garantizar el control y la protección de los derechos patrimoniales de los acreedores de una persona jurídica, en el caso de que se haya solicitado para asegurar la devolución de un crédito o en caso de insolvencia por suspensión de pagos o quiebra (todas estas figuras conocidas en España como concurso de acreedores), en cuyo caso se denomina administración concursal.
La administración judicial no sólo está relacionada con la ejecución de créditos sino que es un instrumento de auxilio judicial en todas las jurisdicciones (civil, penal, social, administrativa, etc.) y resulta de suma utilidad cuando la ejecución (embargo, subasta judicial, etc.) no resulta el cauce más indicado para garantizar el cobro o resulta antieconómica. En algunos casos, es el propio deudor el que puede escoger como mejor alternativa, a la enajenación de sus bienes, el embargo integro de su empresa,  lo que realicen, al administrador judicial. Sin embargo, puede haber casos en que sea necesario asumir funciones gerenciales, de las cuales habrá que dar completa cuenta al juzgado.

## El administrador judicial
La figura del administrador judicial es de gran eficacia en el aseguramiento del resultado de los procesos judiciales.
El administrador actúa bajo mandato judicial y su función es la de administrar determinados bienes ajenos o ejercer la función de asistencia o vigilancia en la gestión de tales bienes. Suele ser un profesional titulado superior y con habilidad reconocida para la gestión de patrimonios.
Así pues, la intervención de un administrador judicial, por ejemplo, en un embargo de bienes y rentas, conllevará siempre y cuando sea posible, la materialización del cobro.
El administrador judicial es un auxiliar del juez, pues aunque la designación corresponde al acreedor, el nombramiento lo efectúa el juez, de modo que no es un representante del acreedor sino un mandatario del juez que lo ha nombrado, y por tanto está sujeto a sus órdenes e instrucciones. Sin embargo, parece que el administrador judicial se sitúa en una posición más próxima al acreedor que lo ha designado, porque su trabajo va encaminado al cobro de la deuda a través de la ejecución de los bienes del deudor.

## Deberes y obligaciones del administrador judicial
El administrador debe ser independiente e imparcial en el desempeño de sus funciones frente a las partes, pues es el juez quien ostenta la facultad de dirigir su gestión. Será a él a quien rinda cuentas puntualmente sobre su forma de actuar.
Debe realizar su trabajo preservando el patrimonio a su cargo y si es posible haciéndolo producir, a través de su esmerada gestión.
Las partes tienen derecho a recibir información de todas las actividades del administrador, de manera que sus actos serán públicos y se admitirán cuantas reclamaciones sean oportunas, siempre y cuando estén debidamente fundamentadas. De esta manera las partes tienen la posibilidad de vigilar y controlar el trabajo realizado.
En algunos casos, como en el embargo de empresas, se mantiene al personal encargado de la administración de la misma, y estos deberán informar de todo lo que realicen, al administrador judicial. Sin embargo, puede haber casos en que sea necesario asumir funciones gerenciales, de las cuales habrá que dar completa cuenta al juzgado.

## Ámbito de responsabilidades
- Formación del inventario y administrar una herencia sujeta a litigio.
- Intervenir los actos del deudor en el ejercicio de sus facultades patrimoniales o sustituirlo en el caso de que haya sido suspendido en el ejercicio de estas.
- Redactar informes sobre la evolución de la tarea encomendada.
- Rendir cuentas con la frecuencia contenida en el mandato encomendado y, siempre, al final de su encargo.
- En caso de administración concursal: a) redactar el informe que se unirá al inventario de bienes y de obligaciones pendientes (acreedores); b) Asistir en cuanto a las propuestas de convenio de pago o aplazamiento solicitadas.